# 昌原NCパーク
昌原NCパーク（チャンウォン・エヌシー・パーク、창원NC파크、Changwon NC Park）は、大韓民国慶尚南道昌原市馬山会原区馬山総合運動場内にある野球場である。2019年2月28日に完成した。現在、KBOリーグのNCダイノスのホーム球場として使用されている。昌原市体育施設の管理運営条例上の名称は「昌原NCパーク 馬山球場（チャンウォン・エヌシー・パーク マサンきゅうじょう、창원NC파크 마산구장）」。略称は「エンパク（엔팍）」。

## 概要
馬山総合運動場主競技場（1982年〜2016年）の跡地に建設された。2018年までのNCの本拠地である馬山総合運動場野球場のすぐ東側に位置する。建設費用は、国費150億ウォン、道費200億ウォン、市費820億ウォン、NCダイノス分担金100億ウォンなどで、総額1270億ウォンが投入された。
昌原市との使用契約により、球場の25年間の運営権と名称権および広告権は球団が行使するようになる。契約条件は、NCダイノスが25年間（2019年〜2044年）で330億ウォンの使用料を分担するものであり、NC側での建設費用として前払いした100億ウォンが使用料に含まれていたため、25年間で230億を支払う。
2025年3月29日、3塁側売店付近の壁に固定されていた構造物が落下。直撃した20代女性が死亡し、他2名が負傷した。事故を受けKBOは4月1日から3日まで哀悼期間とし、4月1日は全試合を中止、翌2日、3日は昌原NCパークのみ試合が中止となった。以降も昌原での試合は延期もしくはホームとビジターを入れ替えて開催（一例として、4月11日からの対ロッテ・ジャイアンツ3連戦は昌原での開催を取りやめ、ロッテ本拠地の社稷野球場でNC主催試合を開催）してきた。NCダイノスは5月16日のキウム・ヒーローズ戦から5月22日のハンファ・イーグルス戦まで代替の主催試合会場として蔚山広域市の文殊野球場を利用し、5月27日のフューチャースリーグのロッテ・ジャイアンツ戦から利用を再開した。

## アクセス
ソウル特別市、大邱などからの高速バスが発着する馬山高速バスターミナルから徒歩約10分。釜山広域市内からの市外バスが発着する馬山市外バスターミナルからは2kmあまり、市内バスで5分程度。ソウル駅、東大邱駅などからのKTXが停車するKORAIL馬山駅のほうが馬山市外バスターミナルより少し近い。